# مسجد لال دروازه
مسجد لال دروازه أو مسجد البوابة الحمراء أو مسجد بوابة روبي يقع المسجد في منطقة جوانبور، بني عام 1447 من قبل الملكة راجي بيبي ومخصص لسيد علي داود كوتوبودين .

## التاريخ
تم بناء مسجد لال دروازه مع قصر الملكة بيبي راجي، التي كانت ملكة مع السلطان محمود شرقي حاكم من سلالة شرقي، وكان مسجد لال دروازة في جوانبور بمثابة المسجد الخاص للملكة، أنشئت بيبي راجي مدرسة دينية في المنطقة المحيطة لمسجد لال دروازة في جوانبور، وكان مخصص لجميع السكان المسلمين المحليين، سميت المدرسة الدينية بجاميا الحسينية وهي موجودة حتى الآن.

## الوصف
بني المسجد عام 1447 وفقا للنقوش الموجودة في المسجد وذلك في عهد السلطان محمود شرقي من قبل الملكة راجي بيبي، وكان المسجد مكرس لمولانا السيد علي داود كوتوبودين شيخ شهير في جوانبور، وقد بنى المسجد بناي اسمه موهالا نماز جاه، اختير من قبل الملكة راجي بيبي، وهو أيضا الذي بني المدرسة التابعة للمسجد، وتدار المدرسة من قبل العلماء والباحثين والأساتذة المؤهلين، ويدرس فيها الطلاب المقبولين من جميع أنحاء البلاد، وقد أسست الملكة مدرسة لتعليم الإناث تأسست في عام 1441 في جوانبور .
وكان تعمير المسجد القديم عام 860 هـ، وتعمير المسجد الجديد والمحراب عام 1409 هـ، مسجد لال دروازة أو مسجد بوابة روبي أخذ اسمه من العبارة المزخرفة المرسومة في قصر الملكة راجي بيبي، للمسجد ثلاث بوابات، وتعتبر البوابة الشرقية البوابة الرئيسية هي البوابة الأكبر والأكثر أهمية للوصول للمسجد .

## الجذب السياحي
مدينة جوانبور وتقع في ولاية أتر برديش، ومن المعروف أن للهند مساجدها الكثيرة التي كانت مخازن التاريخ من العصور الوسطى للهند، والكثير من هذا التاريخ يوجد في مسجد لال دروازة في جوانبور الهند، مع تدفق عدد كبير من الزوار أصبح مسجد لال دروازة جوانبور واحدة من مناطق الجذب السياحي الرئيسية في جوانبور .